# Línea 7 (Metro de Madrid)
La línea 7 de Metro de Madrid une el noroeste de la capital con su extremo este y los municipios de Coslada y San Fernando de Henares. Discurre entre Pitis y Hospital del Henares a lo largo de 31 estaciones con andenes de 115 metros en el tramo comprendido entre Pitis y Estadio Metropolitano, con un recorrido de aproximadamente 41 minutos. En el tramo comprendido entre Estadio Metropolitano y Hospital del Henares, conocido como MetroEste, cuenta con andenes de 90 metros y un recorrido de aproximadamente 16 minutos. La línea completa se recorre por 32,919 kilómetros de vía en túnel de gálibo ancho. La distancia media entre estaciones es de 1061,90 metros.
La línea está dividida en dos tramos independientes, uno de los cuales discurre fuera de la capital, y por tanto pertenece a una zona tarifaria distinta, por lo que en la estación de Estadio Metropolitano existe un andén central en el que se realiza un cambio de tren, validando de nuevo el billete, como se hace también en las estaciones de Puerta de Arganda en la línea 9 y Tres Olivos en la línea 10. El paso en el andén central de la estación de Estadio Metropolitano hacia el tramo MetroEste es directo, sin introducir billete, pero se necesita el título de transporte correspondiente para salir por los torniquetes de las estaciones comprendidas entre Barrio del Puerto y Hospital del Henares. En sentido contrario el paso requiere introducir un billete válido para la zona A en Estadio Metropolitano.

## Historia

### 1974-1975: los primeros 2 tramos
Se inauguró el 17 de julio de 1974 con un trazado que corresponde al que actualmente es su tramo entre las estaciones de Pueblo Nuevo y Las Musas. Como la entrega de los coches de la serie 5000 se retrasó, se usaron durante algunos meses unidades de la serie 1000. El 17 de marzo de 1975 se inauguró la ampliación desde Pueblo Nuevo hasta Avenida de América.
La línea fue durante más de veinte años una radial sin recorrido por el centro de la ciudad. Esto, unido a la longitud del transbordo en Avenida de América con el resto de líneas con las que trasborda en la estación, motivó que la demanda fuera más baja que la media de la red. 

### 1995-1999: ampliación oeste
En la legislatura 1995-1999, se amplió la línea hacia el oeste, atravesando el distrito de Chamberí y añadiendo tres trasbordos: con la línea 6 (que ya existía en Avenida de América), con la línea 10 y con la 2. Sin embargo, no se realizó ningún trasbordo con la línea 1, que posee algunas estaciones cerca de la estación de Alonso Cano (como la estación de Iglesia), aunque para ello se necesitase un pasillo largo como sí tienen otras estaciones de la red. 
Esta ampliación se inauguró en cuatro fases. La primera, el 13 de marzo de 1998 hasta Gregorio Marañón y la segunda el 16 de octubre hasta Canal. En 1999, el 12 de febrero, se inauguró la tercera fase, ampliando la línea a Valdezarza, y finalmente, el 29 de marzo se completó la ampliación con la cuarta fase, llegando a la estación de Pitis, donde se reabrió el apeadero de Cercanías, ya convertido en estación. La estación abrió con horario restringido, a las 22:10 se cerraba la estación y se traspasaba la cabecera a Lacoma, debido a que se encontraba en una zona en desarrollo hasta entonces poco poblada.

### 2007-2008: Coslada y San Fernando
Habiendo contado con 645,3 millones de euros de presupuesto y el trabajo simultáneo de dos tuneladoras, se amplió con 8 estaciones más desde Las Musas hasta Hospital del Henares, con una inversión de 645 millones de euros. El 5 de mayo de 2007 se inauguró el tramo entre Las Musas y Henares. De las ocho nuevas estaciones, la de Estadio Metropolitano está situada en el extremo este de la capital, junto al antiguo Estadio de la Peineta, hoy el estadio del Atlético de Madrid, del mismo nombre que la estación. Las otras siete se distribuyen entre los municipios de Coslada y San Fernando de Henares, constituyendo el llamado MetroEste.
El 11 de febrero de 2008 se inauguró la estación de Hospital del Henares, última de la línea, tres días antes de la inauguración del centro, con un horario reducido de 8 a 20 horas, hasta el día de apertura del hospital, que comenzó a utilizarse en el horario habitual de servicio de la red.
El 26 de junio de 2017, la estación de Estadio Olímpico pasó a llamarse Estadio Metropolitano, debido a la inauguración del nuevo estadio del Atlético de Madrid.

### 2018-2025: aperturas y mejoras
El 1 de mayo de 2018, se eliminó el horario restringido de la estación de Pitis.
El 23 de marzo de 2019 se inauguró la estación de Arroyofresno, construida hace 20 años y cerrada hasta la edificación del barrio, entre Lacoma y Pitis.
Del 28 de noviembre al 1 de diciembre de 2024, el tramo entre Estadio Metropolitano y García Noblejas cerró por trabajos de renovación del sistema de señalización ferroviaria. Este cierre supuso la ampliación de la línea SE7 hasta Estadio Metropolitano y la creación de un servicio especial de la EMT hasta García Noblejas para cubrir el tramo dentro de Madrid. Del 1 al 4 de mayo de 2025, el tramo entre San Blas y Cartagena permaneció cerrado por el mismo motivo, habilitándose un servicio especial de autobuses para cubrir dicho tramo. Nuevamente se produjo otro cierre por dicho motivo entre Canal y Barrio de la Concepción, del 25 al 29 de julio de 2025, contando con un servicio sustitutivo de autobuses.

### Obras de rehabilitación
El tramo de la línea que discurre por Coslada y San Fernando de Henares, MetroEste, ha cerrado de forma total o parcial hasta en ocho ocasiones desde su inauguración en 2007 hasta el año 2022. Estos cierres han tenido como objetivo evitar el deterioro de la estructura y las filtraciones, ambas consecuencia de la composición geológica del suelo bajo el que discurre la línea y de su cercanía al río Jarama.
En efecto, el subsuelo de las estaciones contiene un gran depósito salino que empezó a disolverse por las filtraciones de las aguas subterráneas y del río Jarama provocadas por la perforación del túnel de metro. Al quedarse sin sustentación, el terreno bajo la estación de Henares y las viviendas cercanas se ha hundido unos metros. Además el agua, con una gran concentración de sal, al penetrar en el túnel carcome el acero, el hormigón y daña los trenes. Por otro lado, en la estación de Hospital del Henares el suelo se eleva 5 milímetros cada año debido a la presión del agua filtrada. En 2022 la subida había alcanzado más de 5 centímetros provocando importantes desajustes en las vías, los ascensores o las puertas, que ya no encajan.
A finales de mayo de 2023, esto había ocasionado once inmuebles derruidos, 600 viviendas afectadas y más de 83 familias de San Fernando de Henares realojadas y durmiendo en la calle las primeras familias cuya vivienda fue demolida. Los daños de la línea 7B de Metro afectan ya a 600 viviendas de San Fernando. Se están llevando a cabo varias obras de mantenimiento, 15 años después de haberse inaugurado, y en agosto de 2022 comenzó el noveno corte de circulación en este tramo de la línea.
La Comunidad de Madrid confirmó en verano de 2024 que el tramo entre Estadio Metropolitano y San Fernando sería cerrado por obras el 27 de julio. Tras alegar una actualización del sistema de seguridad de circulación de Metro, finalmente se conoció un informe con fecha del 15 de julio de 2024 que aconsejaba a los responsables cerrar las estaciones restantes hasta Barrio del Puerto por filtraciones para realizar tareas preventivas frente a posibles problemas futuros.El motivo inicial dado por la Comunidad de Madrid era especialmente extraño ya que la parte de la línea 7 perteneciente a MetroEste cuenta con uno de los sistemas de señalización mas avanzados de la red de Metro de Madrid, y que solo ha sido implementado en las líneas 1 y 6 con el objetivo de aumentar el número de trenes máximo en circulación simultánea. Además de todo esto, la Consejería empezó a considerar el cierre definitivo del tramo San Fernando-Hospital del Henares, diciendo que «no estaban en condiciones de asegurar su reapertura».En enero de 2025, la Comunidad de Madrid transmitió al consistorio cosladeño que en marzo se daría inicio a inyecciones de hormigón en tres puntos distintos del trazado por Coslada, vallando para ello 10.000 metros cuadrados durante seis meses.
Desde el 27 de julio se reforzó la línea interurbana 288, y desde el 1 de septiembre se reforzaron de manera adicional las líneas 283, 286, 287, 288 y 289. Como medida adicional reclamada por los ayuntamientos afectados, se incluyeron dos líneas lanzadera por primera vez (SE71 y SE72), uniendo las estaciones de Cercanías de Coslada y San Fernando con puntos de interés como el Hospital del Henares o la avenida Montserrat en San Fernando de Henares, respectivamente.

Línea del tiempo de obras en MetroEste

| Fechas                                                | Tramo cortado                                                           | Referencias   |
| ----------------------------------------------------- | ----------------------------------------------------------------------- | ------------- |
| Del 23 de agosto al 1 de septiembre de 2008           | La Rambla - Hospital del Henares                                        | [ 18 ]        |
| Del 18 de junio al 11 de septiembre de 2011           | La Rambla - Hospital del Henares                                        | [ 19 ]        |
| Del 19 de julio al 13 de octubre de 2014              | Estadio Metropolitano - Hospital del Henares                            | [ 20 ] [ 21 ] |
| Del 21 de noviembre de 2015 al 3 de diciembre de 2016 | La Rambla - Hospital del Henares (hasta el 7 de abril de 2016)          | [ 22 ]        |
| Del 21 de noviembre de 2015 al 3 de diciembre de 2016 | San Fernando - Hospital del Henares (desde el 8 de abril de 2016)       | [ 23 ]        |
| Del 16 de junio al 15 de septiembre de 2018           | Estadio Metropolitano - Hospital del Henares                            | [ 24 ] [ 25 ] |
| Del 5 de febrero al 26 de junio de 2020               | Estación de Hospital del Henares                                        | [ 26 ] [ 27 ] |
| Del 12 de julio al 24 de septiembre de 2021           | La Rambla - Hospital del Henares                                        | [ 28 ]        |
| Desde el 24 de agosto de 2022                         | San Fernando - Hospital del Henares (hasta el 26 de julio de 2024)      | [ 29 ]        |
| Desde el 24 de agosto de 2022                         | Barrio del Puerto - Hospital del Henares (desde el 27 de julio de 2024) | [ 30 ]        |

## Recorrido

Recorrido de la línea 7.

Circula desde el límite norte de Madrid, en el distrito de Fuencarral-El Pardo, desde donde se dirige al sur hasta llegar a Chamberí, pasando por Tetuán. Una vez que alcanza el eje de Cea Bermúdez, gira hacia el este y lo recorre, así como sus prolongaciones (José Abascal, María de Molina y Avenida de América) hasta la estación de Cartagena. Desde allí se desmarca del eje para dar servicio al Parque de las Avenidas, el centro del distrito de Ciudad Lineal y a San Blas-Canillejas. La línea continúa más allá del límite municipal de Madrid, hacia Coslada y San Fernando de Henares, si bien hay que cambiar de tren al salir de Madrid, en la estación de Estadio Metropolitano.
Conecta con:
- Línea 2 en la estación Canal.
- Línea 4 en la estación Avenida de América.
- Línea 5 en la estación Pueblo Nuevo.
- Línea 6 en las estaciones Avenida de América y Guzmán el Bueno.
- Línea 9 en la estación Avenida de América.
- Línea 10 en la estación Gregorio Marañón.
- Cercanías Renfe Madrid en las estaciones Pitis y Coslada Central.
- Autobuses interurbanos del corredor 2 en las estaciones Avenida de América, García Noblejas, y todas las estaciones entre Estadio Metropolitano y Hospital del Henares.

A pesar de cruzarse (entre las estaciones de Canal y Alonso Cano) con la línea 1, no tiene ningún transbordo directo con ésta.

## Estaciones
| Estación                  | Acc. | Enlaces | Apertura              | Distrito/Municipio      | Esquema de vías | Notas                                                     |
| ------------------------- | ---- | ------- | --------------------- | ----------------------- | --------------- | --------------------------------------------------------- |
| Pitis                     |      |         | 29 de marzo de 1999   | Fuencarral-El Pardo     |                 |                                                           |
| Arroyofresno              |      |         | 23 de marzo de 2019   | Fuencarral-El Pardo     |                 |                                                           |
| Lacoma                    |      |         | 29 de marzo de 1999   | Fuencarral-El Pardo     |                 |                                                           |
| Avenida de la Ilustración |      |         | 29 de marzo de 1999   | Fuencarral-El Pardo     |                 |                                                           |
| Peñagrande                |      |         | 29 de marzo de 1999   | Fuencarral-El Pardo     |                 |                                                           |
| Antonio Machado           |      |         | 29 de marzo de 1999   | Fuencarral-El Pardo     |                 |                                                           |
| Valdezarza                |      |         | 12 de febrero de 1999 | Moncloa-Aravaca         |                 |                                                           |
| Francos Rodríguez         |      |         | 12 de febrero de 1999 | Moncloa-Aravaca         |                 |                                                           |
| Guzmán el Bueno           |      |         | 12 de febrero de 1999 | Moncloa-Aravaca         |                 |                                                           |
| Islas Filipinas           |      |         | 12 de febrero de 1999 | Chamberí                |                 |                                                           |
| Canal                     |      |         | 16 de octubre de 1998 | Chamberí                |                 |                                                           |
| Alonso Cano               |      |         | 16 de octubre de 1998 | Chamberí                |                 |                                                           |
| Gregorio Marañón          |      |         | 13 de marzo de 1998   | Chamberí                |                 |                                                           |
| Avenida de América        |      |         | 17 de marzo de 1975   | Salamanca               |                 |                                                           |
| Cartagena                 |      |         | 17 de marzo de 1975   | Salamanca               |                 |                                                           |
| Parque de las Avenidas    |      |         | 17 de marzo de 1975   | Salamanca               |                 |                                                           |
| Barrio de la Concepción   |      |         | 17 de marzo de 1975   | Ciudad Lineal           |                 |                                                           |
| Pueblo Nuevo              |      |         | 17 de julio de 1974   | Ciudad Lineal           |                 |                                                           |
| Ascao                     |      |         | 17 de julio de 1974   | Ciudad Lineal           |                 |                                                           |
| García Noblejas           |      |         | 17 de julio de 1974   | Ciudad Lineal           |                 |                                                           |
| Simancas                  |      |         | 17 de julio de 1974   | San Blas-Canillejas     |                 |                                                           |
| San Blas                  |      |         | 17 de julio de 1974   | San Blas-Canillejas     |                 |                                                           |
| Las Musas                 |      |         | 17 de julio de 1974   | San Blas-Canillejas     |                 |                                                           |
| Estadio Metropolitano     |      |         | 5 de mayo de 2007     | San Blas-Canillejas     |                 | Anteriormente Estadio Olímpico (2007-2017) Cambio de tren |
| Barrio del Puerto         |      |         | 5 de mayo de 2007     | Coslada                 |                 |                                                           |
| Coslada Central           |      |         | 5 de mayo de 2007     | Coslada                 |                 | En obras de infraestructura desde el 27 de julio de 2024  |
| La Rambla                 |      |         | 5 de mayo de 2007     | Coslada                 |                 | En obras de infraestructura desde el 27 de julio de 2024  |
| San Fernando              |      |         | 5 de mayo de 2007     | San Fernando de Henares |                 | En obras de infraestructura desde el 27 de julio de 2024  |
| Jarama                    |      |         | 5 de mayo de 2007     | San Fernando de Henares |                 | En obras de rehabilitación desde el 24 de agosto de 2022  |
| Henares                   |      |         | 5 de mayo de 2007     | San Fernando de Henares |                 | En obras de rehabilitación desde el 24 de agosto de 2022  |
| Hospital del Henares      |      |         | 11 de febrero de 2008 | Coslada                 |                 | En obras de rehabilitación desde el 24 de agosto de 2022  |